# Toei Animation
Toei Animation (jap. 東映アニメーション株式会社 Tōei Animēshon Kabushiki-gaisha) – japońskie studio produkujące filmy i seriale anime założone 23 stycznia 1948 w dzielnicy Nakano w Tokio jako Nihon Dōga Eiga (jap. 日本動画映画).
Od 31 lipca 1956 Toei Animation jest częścią holdingu Toei Company, które tegoż dnia zakupiło akcje w Nihon Dōga Eiga i zmieniło nazwę na obecną.
Toei Animation wyprodukowało wiele serii anime opartych na znanych mangach, między innymi autorstwa Akiry Toriyamy czy Naoko Takeuchi.

## Wybrane produkcje
- Bobobo-bo Bo-bobo
- Digimon
- Dragon Ball
- Dwa lata wakacji
- Grand Prix
- Hallo Sandybell
- Hela Superdziewczyna
- Kamikaze Kaito Jeanne
- Konjiki no Gash Bell!!
- Lampa Aladyna
- Lu Lu i cudowny kwiat
- Mała Dama
- Małe Kobietki
- One Piece
- Patalliro!
- Pretty Cure
- Przygody Calineczki
- Rycerze Zodiaku
- Czarodziejka z Księżyca
- Sagomix najpopularniejsze bajki świata
- Skarbczyk najpiękniejszych bajek
- Syrenka Mako
- Tygrysia Maska
- World Trigger
- Yu-Gi-Oh!